# 타마나섬

타마나섬

타마나섬(Tamana)은 태평양 중서부에 위치한 키리바시의 섬으로, 길버트 제도에 속한다.
타마나섬 우체국이 1915년 즈음 개국하였다.